# GNAT Modified General Public License
Licencia pública general modificada de GNAT (en inglés:GNAT Modified General Public License, a veces Modified GPL o MGPL), es una versión de la licencia GPL modificada específicamente para los genéricos del lenguaje de programación Ada. Dicha modificación permite que un paquete genérico de una biblioteca con esta licencia sea instanciada por una aplicación que no sea GPL.
Con el compilador GNAT se puede especificar que un fichero está licenciado bajo la MGPL utilizando la siguiente directiva de compilación:
pragma License (Modified_GPL);